# 保罗·科齐

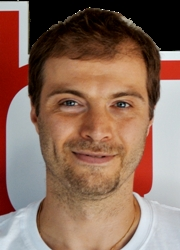
保罗·科齐

保罗·科齐（義大利語：Paolo Cozzi，1980年5月26日—），意大利前男子排球运动员。他曾代表意大利国家队参加2004年夏季奥林匹克运动会排球比赛，结果收获一枚银牌。